# Ferdinand Karafiát
Ferdinand Karafiát (1. září 1870 Horní Štěpánov – 13. dubna 1928 Konice) byl moravský spisovatel a lékař.

## Život a literární činnost
Narodil se do rodiny učitele Ferdinanda Karafiáta a Terezie Karafiátové-Blahové. Měl čtyři mladší sourozence: Ernesta (1873–1957), Dobromila (1875–1878), Marii Kamilu provdanou Moclíkovou (1879 - 1942) a Boženu (1884 - 1957) provdanou Cupalovou.
Studoval na českém gymnáziu v Brně, kde odmaturoval v roce 1889. Pak studoval Lékařskou fakultu Univerzity Karlovy v Praze, kde promoval v roce 1896. Jako lékař působil v Praze a v Prostějově, později se stal obvodním lékařem.
Byl českým vlastencem a stal se významnou postavou místního kulturního a veřejného života. Byl sběratelem, členem různých spolků a angažoval se v místní sokolské organizaci. K jeho přátelům patřil například básník Jaroslav Vrchlický, který mu připsal svoji sbírku Zaváté stezky (1908).
Jeho literární tvorba zahrnuje poezii i prozaická díla, v nichž vycházel ze své lékařské praxe a často zobrazoval projevy lidské bolesti, například tragédie dětí a matek, nevděk mladých lidí ke svým rodičům a různé další projevy necitlivosti v lidských vztazích. K nejznámějším pracím patří knihy Vánky a vichřice (1910), Čím srdce lékařovo plakalo a rostlo... (1914) nebo Z tajemství lékařových (1925).
Byl členem Moravského kola spisovatelů (1913–1928). V roce 1922 se stal obětí loupežného přepadení, při kterém utrpěl zranění hlavy. Nikdy se neoženil. Zemřel v roce 1928, pohřben je v Konici.

## Dílo

### Próza
- Hoře duše lékařovy – Třebenice: Pařík, 1908; 1913
- Vánky a vichřice: [povídky] – Brno: Arnošt Píša, 1910
- Z denníku lékařova – Třebenice: Pařík, [1911] — Prostějov: Josef F. Buček, 1923
- Čím srdce lékařovo plakalo a rostlo ... – Prostějov: J. F. Buček, 1914
- O utrpení nervovém – Prostějov: J. F. Buček, 1914
- Souboje s neviditelným: z historie lidských slz – Kroměříž: Benno Kopecký, 1921
- Tři řeči o 28. říjnu: Kus psychologie čes. člověka – Praha: František Švejda, [1922]
- Z tajemství lékařových – Prostějov: J. F. Buček, 1925